# LIVE at SHIBUYA-AX from Timeless TOUR 2006
『LIVE at SHIBUYA-AX from Timeless TOUR 2006』（ライブ アット シブヤ アックス フロム タイムレスツアー にせんろく）は、UVERworld初のライブDVDである。発売元はgr8!records(SME)。

## 概要
UVERworld初となるライブDVDである（映像作品としても初のリリース）。初の全国ツアー"UVERworld Timeless TOUR 2006"のファイナルとなった、2006年4月3日のSHIBUYA-AXでのライブ映像を収録している。
本作には隠し映像が存在する。オールプレイにて鑑賞後、タイトル上部の”UVERworld”を選択することで渋谷クワトロ（2005年）での「PRIME」のライブ映像を観ることができる。
キャッチコピーは、『UVERworld 初のDVD（ツアー・ファイナル・ライブ）！』

## 収録内容
DVD
1. Opening
  - 作曲：UVERworld / 編曲：UVERworld, 平出悟

表記は「Opening」だが、1stアルバム『Timeless』収録の「SE」である。インスト曲。
2. just Melody
  - 作詞：Alice ice, TAKUYA∞ / 作曲：彰, TAKUYA∞ / 編曲：UVERworld, 平出悟

3rdシングル。1stアルバム『Timeless』にアルバムバージョンとして収録されている。
3. Mixed-Up
  - 作詞・作曲：TAKUYA∞ / 編曲：UVERworld

1stシングル「D-tecnoLife」のカップリング曲。
4. トキノナミダ
  - 作詞：TAKUYA∞ / 作曲：克哉 / 編曲：UVERworld, 平出悟

1stアルバム『Timeless』収録曲。
5. expod-digital
  - 作詞：TAKUYA∞ / 作曲：UVERworld / 編曲：UVERworld, 平出悟

インスト楽曲。披露された当時は未発表曲。のちに3rdアルバム『PROGLUTION』へアレンジを変更し収録された。
6. ai ta 心
  - 作詞・作曲：TAKUYA∞ / 編曲：UVERworld, 平出悟

1stシングル「D-tecnoLife」のカップリング曲。1stアルバム『Timeless』にアルバムバージョンとして収録されている。
7. SHINE
  - 作詞・作曲：TAKUYA∞ / 編曲：UVERworld, 平出悟

2ndシングル「CHANCE!」のカップリング曲。
8. CHANCE!
  - 作詞・作曲：TAKUYA∞ / 編曲：UVERworld, 平出悟

2ndシングル。1stアルバム『Timeless』収録曲。
9. PRIME
  - 作詞：TAKUYA∞ / 作曲：克哉, TAKUYA∞ / 編曲：UVERworld, 平出悟

2ndシングル「CHANCE!」のカップリング曲。
10. Revolve
  - 作詞：Alice ice, TAKUYA∞ / 作曲：TAKUYA∞ / 編曲：UVERworld, 平出悟

3rdシングル「just Melody」のカップリング曲。
11. D-tecnoLife
  - 作詞・作曲：TAKUYA∞ / 編曲：UVERworld, 平出悟

1stシングル。1stアルバム『Timeless』にアルバムバージョンとして収録されている。本作ではアルバムバージョン（ライブバージョン）となっている。
12. Lump Of Affection
  - 作詞：Alice ice, TAKUYA∞ / 作曲：TAKUYA∞ / 編曲：UVERworld, 平出悟

1stアルバム『Timeless』収録曲。本作ではアンコールとして披露された。

## 当日ライブセットリスト
UVERworld Timeless TOUR 2006
(2006/04/03 in SHIBUYA-AX)
- DVD未収録音源は赤字で表記。

1. SE
2. just Melody (Album Version)
3. Mixed-Up
4. トキノナミダ
5. Burst
6. Rush
7. 優しさの雫
8. ai ta 心 (Album Version)
9. SHINE
10. Nitro
11. Colors of the Heart
12. CHANCE!
13. PRIME
14. Revolve
15. D-tecnoLife (Album Version)

アンコール
1. RE（後の5thシングル「SHAMROCK」）
2. Lump Of Affection
3. 扉